# إيفرتون دياز
إيفرتون دياز هو لاعب كرة قدم برازيلي في مركز الوسط، ولد في 4 يونيو 1990 في ساو باولو في البرازيل. لعب مع Oeste Futebol Clube ‏.

## وصلات خارجية
- إيفرتون دياز على موقع قاعدة بيانات كرة القدم.إي يو (الإنجليزية)
- إيفرتون دياز على موقع Soccerway.com (الإنجليزية)